# Fray Bentos
Fray Bentoso je glavni grad urugvajskog departmana Río Negro i luka na obali rijeke Urugvaj, 160 km sjeverno od Buenos Airesa u Argentini i 309 km sjeverozapadno od Montevidea. 
U zapadnom dijelu grada je 1859. godine osnovan industrijski kompleks koji je obrađivao meso proizvedeno na obližnjim širokim prerijama. Kompleks je upisan na UNESCO-ov popis mjesta svjetske baštine u Americi 2015. godine jer „svojim smještajem, industrijskim i stambenim zgradama, te društvenim institucijama, predstavlja potpun proces proizvodnje mesa na globalnoj razini”.

## Povijest
Naselje je sonovano 16. travnja 1859. godine kao Villa Independencia, a postao je glavni grad departmana Rio Negro 7. srpnja 1860. god. Status grada je dobio 16. srpnja 1900. god., kada je i preimenovan u Fray Bentos („Fratar Benedikt”) po povučenom fratru.
Povijesno gledano, glavna djelatnost u Fray Bentosu je uvijek bila prerada mesa. Industrijsko postrojenje u vlasništvu Societe de Fray Bentos Giebert & Cie., Liebig Extract of Meat Company, osnovano je tamo 1863. god. Tvrtka je obuhvaćala cijeli proces proizvodnje mesa, od izvora, prerade, pakiranja i otpremanja. Izgrađene su građevine i oprema tvrtke Liebig Ekstrakt od mesa, koja je izvozila ekstrakte mesa i usoljenu govedinu na europsko tržište od 1865., te tvrtke za pakiranje mesa Anglo, koja je izvozila smrznuto meso od 1924. god.
Zatvorena je 1979. godine, nakon 117 godina proizvodnje. Muzej lokalne povijesti otvoren je na njezinom mjestu u ožujku 2005. god.
Fray Bentos je i mjesto pada aviona Australskog leta 2553, u kojemu su poginule 74 osobe (69 putnika i 5 članova posade), dana 10. listopada 1997. god.

## Vanjske poveznice
- INE map of Fray Bentos and Barrio Anglo INE karte Fray Bentosa i Barrio Anglo

### Ostali projekti
|  | Zajednički poslužitelj ima još gradiva o temi Fray Bentos |